# Джекі Ґовлер
Джекі Ґовлер (англ. Jackie Gowler; нар. 7 червня 1996) — новозеландська веслувальниця, срібна призерка Олімпійських ігор 2020 року, бронзова призерка Олімпійських ігор 2024 року, чемпіонка світу.

## Виступи на Олімпіадах
| Олімпіада  | Дисципліна | Місце |
| ---------- | ---------- | ----- |
| Токіо 2020 | вісімки    | 2     |
| Париж 2024 | четвірки   | 3     |

## Зовнішні посилання
- Джекі Ґовлер [Архівовано 19 липня 2021 у Wayback Machine.] на сайті FISA.